# Stazione meteorologica di Goriano Sicoli
La stazione meteorologica di Goriano Sicoli è la stazione meteorologica di riferimento relativa alla località di Goriano Sicoli.

## Coordinate geografiche
La stazione meteorologica si trova nell'area climatica dell'Italia centrale, in cui è compreso l'intero territorio regionale dell'Abruzzo, in provincia dell'Aquila, nel comune di Goriano Sicoli, a 705 metri s.l.m. e alle coordinate geografiche 42°05′N 13°47′E.

## Dati climatologici
In base alla media trentennale di riferimento 1961-1990, la temperatura media del mese più freddo, gennaio, si attesta a +2,7 °C; quella del mese più caldo, agosto, è di +22,8 °C.
| Goriano Sicoli     | Mesi | Mesi | Mesi | Mesi | Mesi | Mesi | Mesi | Mesi | Mesi | Mesi | Mesi | Mesi | Stagioni | Stagioni | Stagioni | Stagioni | Anno |
| Goriano Sicoli     | Gen  | Feb  | Mar  | Apr  | Mag  | Giu  | Lug  | Ago  | Set  | Ott  | Nov  | Dic  | Inv      | Pri      | Est      | Aut      | Anno |
| ------------------ | ---- | ---- | ---- | ---- | ---- | ---- | ---- | ---- | ---- | ---- | ---- | ---- | -------- | -------- | -------- | -------- | ---- |
| T. max. media (°C) | 6,6  | 8,6  | 12,6 | 16,7 | 22,0 | 26,4 | 29,9 | 30,2 | 25,8 | 18,9 | 12,6 | 8,9  | 8,0      | 17,1     | 28,8     | 19,1     | 18,3 |
| T. min. media (°C) | −1,2 | −0,2 | 2,9  | 6,3  | 10,1 | 13,3 | 15,3 | 15,4 | 12,8 | 9,0  | 5,0  | 1,8  | 0,1      | 6,4      | 14,7     | 8,9      | 7,5  |